# Riley & Scott

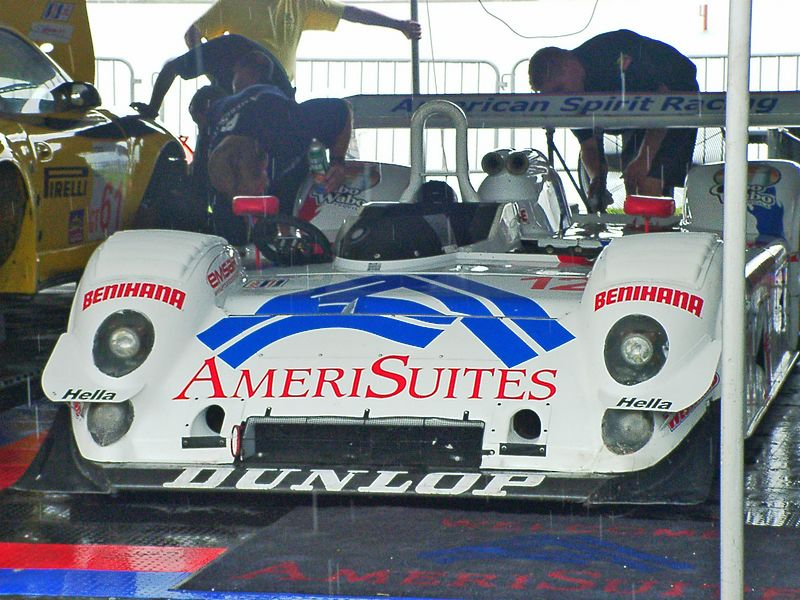
Un Riley & Scott Mk III C utilizado en las American Le Mans Series en 2003.

Riley & Scott Cars Inc. fue un constructor de coches de carreras estadounidense y un proveedor de chasis de carreras, que trabajó diversas competiciones automovilísticas, principalmente de resistencia. Fue fundada en 1990 por Bob Riley y Mark Scott.

## Historia
El primer programa de Riley & Scott fue el desarrollo de un chasis para las Trans-Am Series, proporcionando un coche de cliente para diferentes competidores.  Este chasis tuvo mucho éxito en la serie.
Pronto, la compañía traslado su desarrollo enfocándose en el Campeonato IMSA GT, con su chasis conocido como Mk III.  Debutando en 1995, el Mk III consiguió ganar cinco carreras en su primera temporada. Además consiguió diversas victorias en carreras como las 24 Horas de Daytona, e incluso recibió clientes en Europa para el Campeonato FIA de Sport Prototipos como adversario viable al Ferrari 333 SP.
A principios del siglo XXI, Riley & Scott expandió su programa deportivo para incluir desarrollo del Chevrolet Corvette C5-R para General Motors, que usaba por entonces la misma arquitectura del Mk III en su Cadillac Northstar LMP.